# 賭博における所得税
賭博所得税すなわち賭博における所得税（とばくにおけるしょとくぜい）、あるいは所得税と賭博に関わるルールは国々によって様々である。

## ドイツ
ドイツでは、2012年7月からその利益に対して5%の税が課される。例えば、もし配当2倍に対して10ユーロを賭けて配当の結果が20ユーロであったとき、利益分の10ユーロにかかる5%の税が引かれるため最終的な取り分は19.50ユーロとなる。
オンライン・ポーカーについては、対応する法律を制定するのが難しく、まだ賞金は課税対象ではない。

## イギリス
イギリスでは、商業取引でない限り、賭けの賞金は課税対象とならず、また損失も控除対象とはならない。

## アメリカ合衆国
アメリカ合衆国では、賭博の賞金は課税される。
内国歳入法典には賭博の損失高の所得税控除を規制する特別な条項が存在する。内国歳入法典の165(d)節に従えば、「賭け事の取引」からの損失は賭博活動からの利益のその範囲に対して控除を受けることができる。本来、賭け事による損失の控除として見なすために、納税者は彼もしくは彼女が賭けによって生じた所得の総額までのみ控除できる。Commissioner v. Groetzingerでは、連邦最高裁判所のブラックマム（英：Blackmam）は、賭博の損失控除の疑わしい悪用において扉を閉めるような立法の試みだった節165(d)にそれとなく言及する。

### 賭け事の取引
内国歳入庁は三つの要素からなる賭け事の取引（英：wagering transaction）に関する取り決めがある。第一に、取引は賞が伴っていなくてはならない。第二に、機会の要素が与えられなくてはならない。最後には、納税者は何らかの約因を与えなくてはならない。

### 165(d)節と職業としてのギャンブラー
Bathalter v. Commisioner では、フルタイムの競馬の賭博人が91,000ドルの利益と87,000ドルの損失があった。その納税者は162節での損失控除をした。165(d)節は賭け事をビジネスとして従事する納税者は除外されていることを局は主張してその控除を認めた。本質的には、165(d)節は納税者が正味すなわち最終では利得ではなしに損失において、そしてかつ「その他の収入を帳消しにするような損失の場合に使うための納税者を防ぐよう構える」ときに限り適用することを裁判所は支持している。しかしながら、もし納税者が競馬賭博人がしたような、最終的な利得を持ったなら、165(d)節ではなしに162節のもとで納税者はその損失を控除するかもしれない。

### 165(d)節と娯楽としてのギャンブル
加えて、Valenti v. Commissioner　では、165(d)節が娯楽として賭博をする人と同様に生業として賭博をする人たちに適用されるということを裁判所は繰り返し述べている。「この裁判所といくつもの控訴裁判所によって、賭け事による納税の収入の増分を除いて、賭博による損失は控除され得えず、また、趣味の活動ではなく商取引やビジネスとして処理したとしても、同様であるされてきた。」と裁判所は述べた。従って、例えば、もし娯楽的な賭博人が一度土曜日にカジノに訪れて600ドルの損失と200ドルの利得を積んだなら、この娯楽的な賭博人はその取引の損失の200ドルを控除するかもしれない（なぜならその者が得た取引の利得のその合計までのひとつの合計に限って控除できるから）。

## 日本
宝くじには所得税がかからない。
或る競馬による所得が営利を目的とする継続的行為から生じた所得として、所得税法第35条にいう雑所得に当たり、その外れ馬券の購入代金は払い戻し金を得るために直接に要した費用として同法37条1項にいう必要経費に当たるとした行政訴訟の判例がある。

## 租税条約
外国人観光客等の自国民以外の者がカジノ等で得た利益について、どの国が課税するかは各国が締結した租税条約によって決まり、居住地国課税の場合もあれば源泉地国課税の場合もある。